# 오르조
오르조(이탈리아어: orzo) 또는 리소니(이탈리아어: risoni, 단수: risone 리소네[*])는 이탈리아의 파스타이다. "오르조"는 라틴어:hordeum에서 유래했으며 "보리"를 뜻한다. "리소니"는 "큰 쌀"이라는 뜻이다. 파스타의 일종으로 큰 쌀알의 모양을 하고 있으며 솔방울이나 잣보다는 좀 더 작다. 보통 라구 등 수프와 함께 먹는다. 원래는 보리로 만들었지만 요즘에는 박력분으로 만드는 것이 흔해졌다. 다른 이름으로는 kritharáki ("little barley") 혹은 manéstra(그리스 요리)로 부르며, lisān al-`uṣfūr ("명금의 혀")라고 아랍 요리에서 불린다. 오르조를 두고 이탈리아의 쌀이라고 부르기도 한다.
터키에서는 아르파 셰흐리예(arpa şehriye)로 불리며, 셰흐리예의 하나이다. 필라브를 만들거나 초르바(수프)에 넣어 먹는다.

## 같이 보기
- 파스티나
- 셰흐리예